# Жойлсон Жуніор
Жойлсон де Бріто Рамос Жуніор (брет. Joílson de Brito Ramos Júnior; нар. 19 квітня 1998) — бразильський борець греко-римського стилю, чемпіон Південної Америки, триразовий срібний та триразовий бронзовий призер Панамериканських чемпіонатів, чемпіон та срібний призер Південноамериканських ігор.

## Життєпис
Боротьбою почав займатися з 2012 року. У 2015 році здобув бронзову медаль Панамериканського чемпіонату серед юніорів. У 2017 та 2018 — ставав чемпіоном цих змагань.
Виступає за борцівський клуб «Нітерой». Тренер — Ангел Торрес Адама (з 2014).

## Спортивні результати на міжнародних змаганнях

### Виступи на Чемпіонатах світу
| Змагання                        | Збірна   | Вагова категорія                 | Місце |
| ------------------------------- | -------- | -------------------------------- | ----- |
| Чемпіонат світу з боротьби 2017 | Бразилія | греко-римська боротьба, до 71 кг | 31    |
| Чемпіонат світу з боротьби 2018 | Бразилія | греко-римська боротьба, до 72 кг | 7     |
| Чемпіонат світу з боротьби 2021 | Бразилія | греко-римська боротьба, до 77 кг | 26    |
| Чемпіонат світу з боротьби 2022 | Бразилія | греко-римська боротьба, до 77 кг | 18    |

### Виступи на Панамериканських чемпіонатах
| Змагання                                   | Збірна   | Вагова категорія                 | Місце  |
| ------------------------------------------ | -------- | -------------------------------- | ------ |
| Панамериканський чемпіонат з боротьби 2016 | Бразилія | греко-римська боротьба, до 71 кг | 5      |
| Панамериканський чемпіонат з боротьби 2017 | Бразилія | греко-римська боротьба, до 66 кг | Срібло |
| Панамериканський чемпіонат з боротьби 2018 | Бразилія | греко-римська боротьба, до 67 кг | Бронза |
| Панамериканський чемпіонат з боротьби 2019 | Бразилія | греко-римська боротьба, до 67 кг | Бронза |
| Панамериканський чемпіонат з боротьби 2020 | Бразилія | греко-римська боротьба, до 72 кг | Срібло |
| Панамериканський чемпіонат з боротьби 2021 | Бразилія | греко-римська боротьба, до 77 кг | Срібло |
| Панамериканський чемпіонат з боротьби 2022 | Бразилія | греко-римська боротьба, до 77 кг | Бронза |

### Виступи на Панамериканських іграх
| Змагання                  | Збірна   | Вагова категорія                 | Місце |
| ------------------------- | -------- | -------------------------------- | ----- |
| Панамериканські ігри 2019 | Бразилія | греко-римська боротьба, до 67 кг | 7     |

### Виступи на Чемпіонатах Південної Америки
| Змагання                                    | Збірна   | Вагова категорія                 | Місце  |
| ------------------------------------------- | -------- | -------------------------------- | ------ |
| Чемпіонат Південної Америки з боротьби 2017 | Бразилія | греко-римська боротьба, до 71 кг | Золото |

### Виступи на Південноамериканських іграх
| Змагання                       | Збірна   | Вагова категорія                 | Місце  |
| ------------------------------ | -------- | -------------------------------- | ------ |
| Південноамериканські ігри 2018 | Бразилія | греко-римська боротьба, до 67 кг | Золото |
| Південноамериканські ігри 2022 | Бразилія | греко-римська боротьба, до 77 кг | Срібло |

### Виступи на інших змаганнях
| Змагання                                                     | Збірна   | Вагова категорія                 | Місце  |
| ------------------------------------------------------------ | -------- | -------------------------------- | ------ |
| Кубок Бразилії з боротьби 2015                               | Бразилія | греко-римська боротьба, до 66 кг | Золото |
| Гран-прі Парижа з боротьби 2016                              | Бразилія | греко-римська боротьба, до 66 кг | Бронза |
| Олімпійський кваліфікаційний турнір з боротьби 2016 (Фріско) | Бразилія | греко-римська боротьба, до 66 кг | 8      |
| Кубок Бразилії з боротьби 2016                               | Бразилія | греко-римська боротьба, до 71 кг | Золото |
| Кубок Бразилії з боротьби 2017                               | Бразилія | греко-римська боротьба, до 71 кг | Золото |
| Кубок Владислава Пітласинські 2018                           | Бразилія | греко-римська боротьба, до 72 кг | 5      |
| Гран-прі Іспанії з боротьби 2019                             | Бразилія | греко-римська боротьба, до 72 кг | 8      |
| Всесвітні ігри військовослужбовців 2019                      | Бразилія | греко-римська боротьба, до 67 кг | 5      |
| Олімпійський кваліфікаційний турнір з боротьби 2020 (Оттава) | Бразилія | греко-римська боротьба, до 67 кг | Бронза |
| Чемпіонат світу з боротьби серед військовослужбовців 2021    | Бразилія | греко-римська боротьба, до 77 кг | 7      |
| Турнір Дана Колова — Николи Петрова 2022                     | Бразилія | греко-римська боротьба, до 77 кг | 8      |
| Турнір Вехбі Емре і Гаміта Каплана 2022                      | Бразилія | греко-римська боротьба, до 77 кг | 12     |
| Меморіал Маттео Пелліконе 2022                               | Бразилія | греко-римська боротьба, до 77 кг | 5      |
| Турнір Зухає Сгає 2022                                       | Бразилія | греко-римська боротьба, до 77 кг | Бронза |

### Виступи на змаганнях молодших вікових груп
| Змагання                                                 | Збірна   | Вагова категорія                 | Місце  |
| -------------------------------------------------------- | -------- | -------------------------------- | ------ |
| Панамериканський чемпіонат з боротьби серед кадетів 2014 | Бразилія | греко-римська боротьба, до 58 кг | 8      |
| Панамериканський чемпіонат з боротьби серед юніорів 2015 | Бразилія | греко-римська боротьба, до 66 кг | Бронза |
| Чемпіонат світу з боротьби серед юніорів 2015            | Бразилія | греко-римська боротьба, до 66 кг | 18     |
| Панамериканський чемпіонат з боротьби серед юніорів 2016 | Бразилія | греко-римська боротьба, до 66 кг | Золото |
| Чемпіонат світу з боротьби серед юніорів 2016            | Бразилія | греко-римська боротьба, до 66 кг | 12     |
| Панамериканський чемпіонат з боротьби серед юніорів 2017 | Бразилія | греко-римська боротьба, до 66 кг | Золото |
| Чемпіонат світу з боротьби серед юніорів 2017            | Бразилія | греко-римська боротьба, до 66 кг | 9      |
| Панамериканський чемпіонат з боротьби серед юніорів 2018 | Бразилія | греко-римська боротьба, до 67 кг | Золото |
| Чемпіонат світу з боротьби серед юніорів 2018            | Бразилія | греко-римська боротьба, до 67 кг | 15     |